# David Joseph Desvachez
David Joseph Desvachez, né le 30 juin 1822 à Valenciennes et mort le 20 mai 1902 à Liège, est un peintre, un graveur et un musicien français, actif en Belgique.
Ses œuvres sont notamment conservées au Musée du Louvre, au Musée des Beaux-Arts de Valenciennes, au Rijksmuseum Amsterdam et au Philadelphia Museum of Art et dans la Royal Collection.

## Biographie

### Famille
David Joseph Desvachez, né le 30 juin 1822 à Valenciennes, est le fils de Charles Alexandre Desvachez (1795-1871), menuisier, et d'Adélaïde Antoinette Azemberg (1804-1863), mariés à Valenciennes le 5 septembre 1821 et établis en Belgique. Il épouse à Saint-Gilles le 6 mai 1847 Françoise Joseph Fouarge, née à Tournai le 22 juillet 1825 et morte à Ixelles le 6 janvier 1902. Ils sont parents d'au moins trois fils : Jules Louis Desvachez (1848-1897), ingénieur principal des mines et professeur à l'école des mines du Hainaut, Emile Desvachez (1850), ingénieur et Auguste Desvachez (1852), secrétaire à l'Académie royale des beaux-arts de Bruxelles,.

### Formation

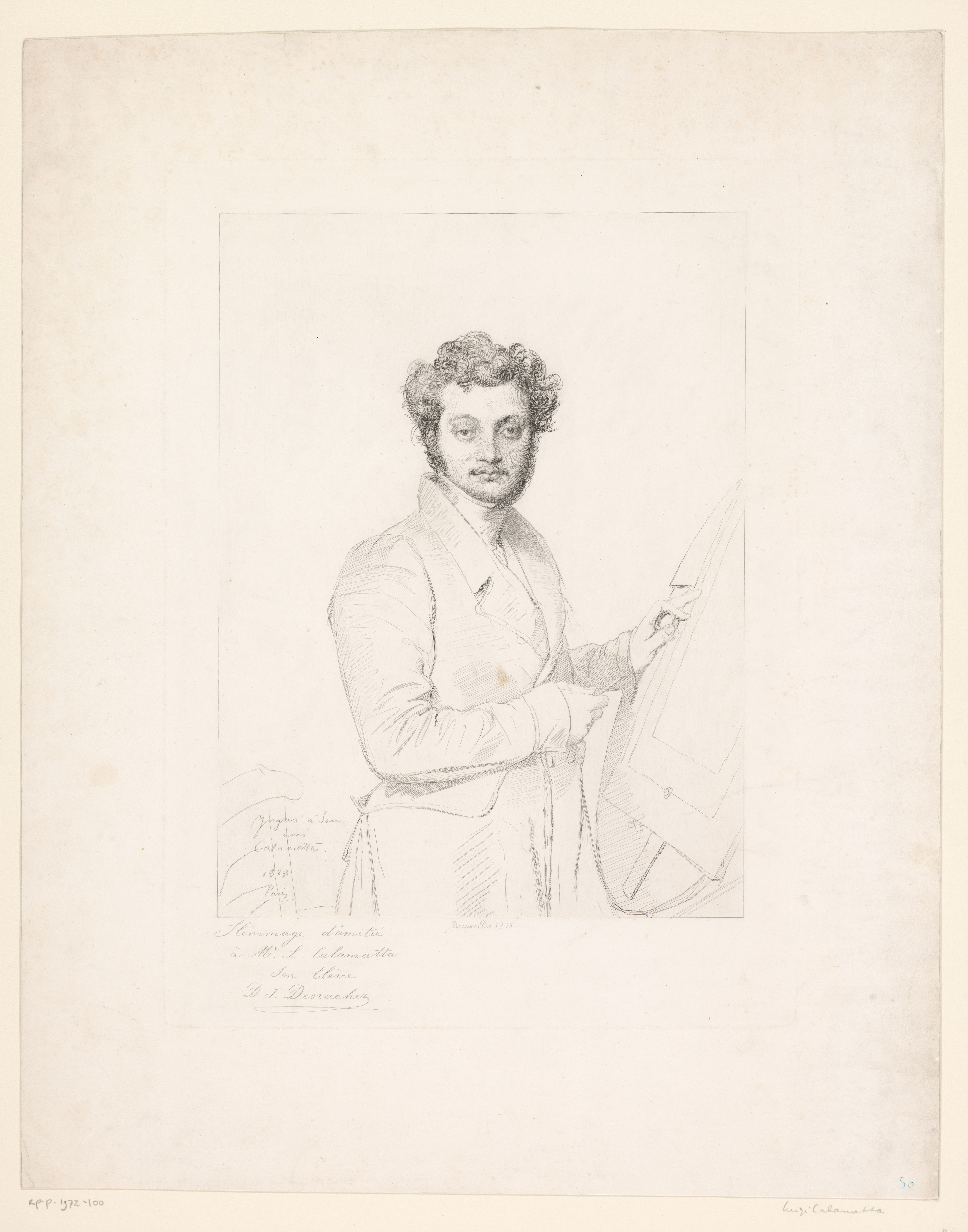
Portrait de Luigi Calamatta, gravé par David Joseph Desvachez, d'après un dessin de Jean-Auguste-Dominique Ingres, Rijksmuseum Amsterdam.

David Desvachez se destine initialement à la musique comme violoniste, servi par sa maîtrise de l'alto. Cependant, il s'oriente rapidement vers d'autres arts en étudiant d'abord la peinture auprès de François Édouard Picot, puis la gravure à l'académie des beaux-arts de Bruxelles, sous la direction de Luigi Calamatta,.

### Carrière
Sa première participation à une exposition a lieu au Salon de Bruxelles de 1845. Il y envoie une gravure représentant une jeune fille. Il est ensuite régulièrement présent aux salons triennaux belges jusqu'en 1897.
De 1852, à 1888, David Desvachez expose à treize Salons de Paris, où il obtient des médailles en 1861, 1863 et 1864. Lors du Salon de Bruxelles de 1857, il expose Portrait de la princesse Charlotte et reçoit l'unique médaille d'or disponible pour la gravure, en raison de sa carrière et de ses antécédents. Au Salon de Bruxelles de 1860, David Desvachez envoie sa gravure la plus connue Le Compromis des nobles, également appelée Le Compromis de 1566.
David Desvachez envoie ses gravures à l'Exposition universelle de 1862 à Londres. Il présente aussi ses œuvres à l'Exposition universelle de 1889 à Paris.
Après une courte maladie, David Joseph Desvachez, veuf depuis quatre mois, meurt, à l'âge de 79 ans, chez son fils, Émile Desvachez, directeur gérant des charbonnages réunis de l'Est, rue Lairesse, no 21 à Liège le 20 mai 1902. Ses funérailles ont lieu deux jours après, à l'église Saint-Remacle-au-Pont de Liège.

## Œuvre

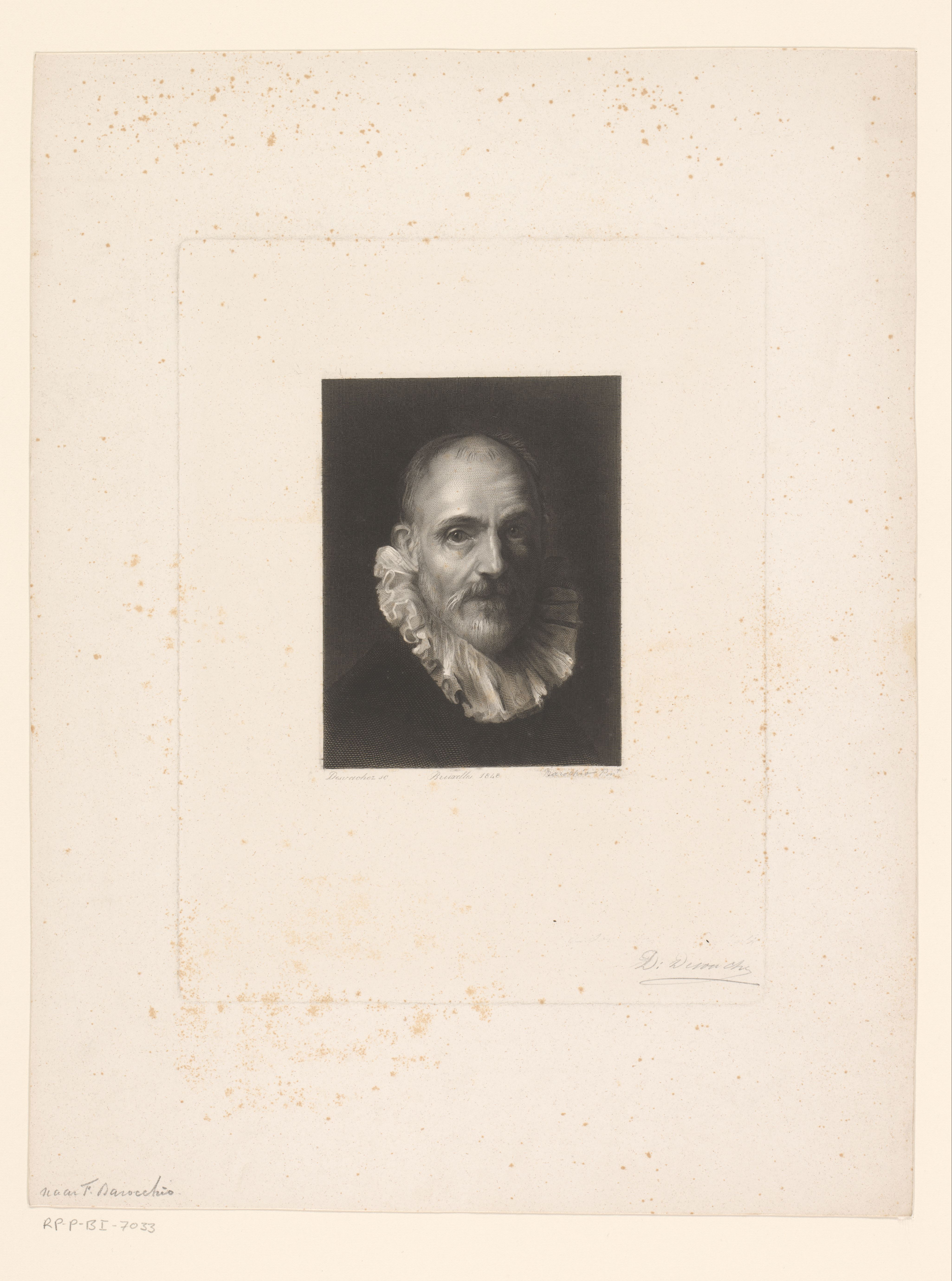
Portrait de Federico Barocci (1848), gravure de David Joseph Desvachez, Rijksmuseum Amsterdam, RP-P-BI-7033.

### Caractéristiques
David Desvachez, initialement formé à la peinture, réalise des aquarelles et des peintures à l'huile, non pour s'assimiler un art voisin du sien, mais pour préparer ses interprétations de graveur et amorcer des tailles de sorte que sa touche de peintre leur assure davantage de profondeur. Son estampe maîtresse demeure Le Compromis des nobles, d'après Édouard De Bièfve, récompensée au Salon de Paris de 1861, une des plus grandes planches qu'un graveur ait jamais réalisée. Au cours de sa longue carrière, il produit beaucoup et ne cesse de se transformer et de varier ses procédés d'interprétation. 

### Œuvres recensées

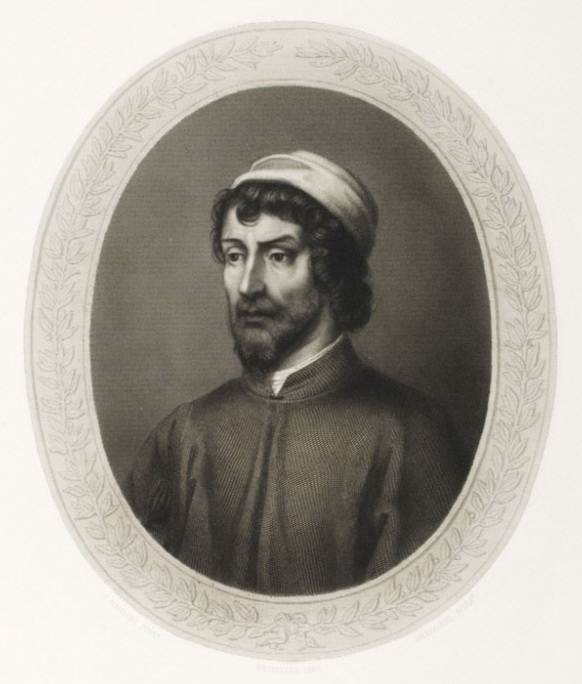
Portrait de Hans Memling.

Selon Henri Beraldi, la liste des gravures réalisées par David Desvachez comprend :
- La Vierge entourée de saints (1846), d'après Fra Bartolomeo ;
- Statue de Bacchus, d'après Michel-Ange ;
- Memling, d'après le portrait de l'hôpital de Bruges ;
- Sainte Famille, d'après François-Joseph Navez ;
- La Visitation d'après Sebastiano del Piombo (chalcographie) ;
- La Vierge au livre, d'après Raphaël ;
- Le Dernier soupir du Christ, d'après Pierre Paul Rubens ;
- Christ en croix, d'après Antoine van Dyck ;
- Le Compromis de 1566, d'après Édouard De Bièfve ;
- Jeunes filles espagnoles, d'après Philips Angel II ;
- Derniers moments de Christophe Colomb, d'après Gustave Wappers ;
- La Cruche cassée, d'après Jean-Baptiste Greuze ;
- Portrait de Madame Vigée Le Brun, d'après elle-même ;
- Portrait de la princesse Charlotte, d'après Franz Xaver Winterhalter ;
- Portrait du comte de Flandre, d'après Gustave Wappers ;
- Léopold II, d'après Louis Gallait ;
- Cinq vignettes d'après Alexandre Bida pour son ouvrage consacré à Alfred de Musset ;
- Quatre portraits pour les Classiques de la maison Hachette : Molière, Mazarin, l'abbé de Coulanges et Mme de la Fontaine.

### Collections muséales
- Musée du Louvre, département des arts graphiques : dix œuvres relevant de la chalcographie[11].
- Musée des Beaux-Arts de Valenciennes : 22 dessins à la plume et au crayon[12].
- Royal Collection : six gravures représentant des membres de la famille royale belge[13].
- Rijksmuseum Amsterdam : deux de ses gravures sont conservées : Portrait de Luigi Calamatta et Portrait de Federico Barocci[14].
- Philadelphia Museum of Art : cinq gravures[15].

## Honneur
- Chevalier de l'ordre de Léopold (22 février 1893)[1].